# Магаши, Башир Салихи
Башир Салихи Магаши (англ. Bashir Salihi Magashi) — нигерийский государственный и военный деятель. Генерал-майор сухопутных войск Нигерии в отставке и действующий министр обороны страны. Являлся губернатором штата Сокото с августа 1990 года по январь 1992 года во время военного правления генерала Ибрагима Бабангиды. 21 августа 2019 года назначен министром обороны Нигерии президентом Мохаммаду Бухари.

## Биография
Во время смуты и прихода к власти генерала Сани Абачи в ноябре 1993 года, бригадный генерал Башир Магаши командовал гвардейской бригадой. Вошёл в состав Военного собрания, которое рассматривало военную и политическую ситуацию в стране. Вскоре после восстановления демократии в мае 1999 года правительство объявило об обязательном увольнении всех офицеров вооружённых сил, которые служили в течение шести или более месяцев в военном правительстве, включая генерал-майора Башира Магаши. В 2002 году работал юридическим советником «Всенигерийской народной партии». В апреле 2007 года был кандидатом в губернаторы штата Кано от Демократическо-народной партии.
В настоящее время является министром обороны Нигерии. На эту должность назначен президентом Мухаммаду Бухари 21 августа 2019 года.

### Обвинения
В расследовании нигерийской газеты Premium Times сообщается, что Башир Магаши, будучи армейским офицером, занимался незаконным распределением сырой нефти и вложил средства от торговли нефти на сумму 550 000 долларов США в банк Великобритании.

### Награждение
В октябре 2022 года был награждён орденом Республики президентом страны Мохаммаду Бухари.